# Canton de Thue et Mue
Le canton de Thue et Mue, précédemment appelé canton de Bretteville-l'Orgueilleuse, est une circonscription électorale française du département du Calvados créé par le décret du 17 février 2014 et entrée en vigueur lors des élections départementales de 2015.

## Histoire
Un nouveau découpage territorial du Calvados entre en vigueur en mars 2015, défini par le décret du 17 février 2014, en application des lois du 17 mai 2013 (loi organique 2013-402 et loi 2013-403). Les conseillers départementaux sont, à compter de ces élections, élus au scrutin majoritaire binominal mixte. Les électeurs de chaque canton élisent au Conseil départemental, nouvelle appellation du Conseil général, deux membres de sexe différent, qui se présentent en binôme de candidats. Les conseillers départementaux sont élus pour 6 ans au scrutin binominal majoritaire à deux tours, l'accès au second tour nécessitant 12,5 % des inscrits au 1er tour. En outre la totalité des conseillers départementaux est renouvelée. Ce nouveau mode de scrutin nécessite un redécoupage des cantons dont le nombre est divisé par deux avec arrondi à l'unité impaire supérieure si ce nombre n'est pas entier impair, assorti de conditions de seuils minimaux. Dans le Calvados, le nombre de cantons passe ainsi de 49 à 25.
Le canton prend sa dénomination actuelle par décret du 24 février 2021.

## Représentation
| Période élective | Période élective | Mandat | Mandat   | Identité           | Nuance | Nuance | Qualité |
| ---------------- | ---------------- | ------ | -------- | ------------------ | ------ | ------ | --- |
| 2015             | 2021             | 2015   | 2021     | Philippe Laurent   |        | LR     | Responsable technique dans l'immobilier, maire de Martragny (2009-2016), puis maire de Moulins en Bessin (2017-2018), vice-président de la communauté de communes d'Orival jusqu'en 2016 |
| 2015             | 2021             | 2015   | 2021     | Véronique Martinez |        | LR     | Cadre, conseillère municipale de Saint-Manvieu-Norrey |
| 2021             | 2028             | 2021   | en cours | Philippe Laurent   |        | DVD    | Responsable technique dans l'immobilier, Moulins-en-Bessin |
| 2021             | 2028             | 2021   | en cours | Myriam Letellier   |        | DVD    | Maire déléguée de Cheux, adjointe au maire de Thue et Mue, suppléante du député app.LR Joël Bruneau                                                                                      |

### Résultats détaillés

#### Élections de mars 2015
À l'issue du 1er tour des élections départementales de 2015, deux binômes sont en ballottage : Philippe Laurent et Véronique Martinez (DVD, 26,61 %) et Sylvie Lebois et Georges Lemarchand (FN, 22,75 %). Le taux de participation est de 53,71 % (10 654 votants sur 19 836 inscrits) contre 51,43 % au niveau départemental et 50,17 % au niveau national.
Au second tour, Philippe Laurent et Véronique Martinez (DVD) sont élus avec 70,9 % des suffrages exprimés et un taux de participation de 52,13 % (6 205 voix pour 10 340 votants et 19 836 inscrits).
Philippe Laurent est membre du groupe LR et apparentés.

#### Élections de juin 2021
Le premier tour des élections départementales de 2021 est marqué par un très faible taux de participation (33,26 % au niveau national). Dans le canton de Thue et Mue, ce taux de participation est de 34,91 % (7 538 votants sur 21 591 inscrits) contre 34,31 % au niveau départemental. À l'issue de ce premier tour, deux binômes sont en ballottage : Nathalie Rivière et François Touyon (Union à gauche avec des écologistes, 32,55 %) et Philippe Laurent et Myriam Letellier (DVD, 20,07 %).
Le second tour des élections est marqué une nouvelle fois par une abstention massive équivalente au premier tour. Les taux de participation sont de 34,3 % au niveau national, 34,65 % dans le département et 35,39 % dans le canton de Thue et Mue. Philippe Laurent et Myriam Letellier (DVD) sont élus avec 51,09 % des suffrages exprimés (3 607 voix pour 7 636 votants et 21 578 inscrits),,.

## Composition
Le canton de Bretteville-l'Orgueilleuse comprenait quarante communes entières à sa création.
À la suite des créations de communes nouvelles, le canton compte désormais 26 communes.
| Nom                                 | Code Insee | Intercommunalité        | Superficie (km2) | Population (dernière pop. légale) | Densité (hab./km2) | Modifier                                    |
| ----------------------------------- | ---------- | ----------------------- | ---------------- | --------------------------------- | ------------------ | ------------------------------------------- |
| Thue et Mue (bureau centralisateur) | 14098      | CU Caen la Mer          | 36,82            | 6 189 (2022)                      | 168                | modifier les données · modifier les données |
| Audrieu                             | 14026      | CC Seulles Terre et Mer | 11,31            | 1 156 (2022)                      | 102                | modifier les données · modifier les données |
| Bény-sur-Mer                        | 14062      | CC Seulles Terre et Mer | 6,65             | 455 (2022)                        | 68                 | modifier les données · modifier les données |
| Bucéels                             | 14111      | CC Seulles Terre et Mer | 4,84             | 450 (2022)                        | 93                 | modifier les données · modifier les données |
| Cairon                              | 14123      | CU Caen la Mer          | 5,91             | 2 044 (2022)                      | 346                | modifier les données · modifier les données |
| Carcagny                            | 14135      | CC Seulles Terre et Mer | 4,15             | 275 (2022)                        | 66                 | modifier les données · modifier les données |
| Colombiers-sur-Seulles              | 14169      | CC Seulles Terre et Mer | 3,29             | 153 (2022)                        | 47                 | modifier les données · modifier les données |
| Creully sur Seulles                 | 14200      | CC Seulles Terre et Mer | 18,71            | 2 272 (2022)                      | 121                | modifier les données · modifier les données |
| Cristot                             | 14205      | CC Seulles Terre et Mer | 3,92             | 214 (2022)                        | 55                 | modifier les données · modifier les données |
| Ducy-Sainte-Marguerite              | 14232      | CC Seulles Terre et Mer | 3,61             | 178 (2022)                        | 49                 | modifier les données · modifier les données |
| Fontaine-Henry                      | 14275      | CC Seulles Terre et Mer | 5,81             | 519 (2022)                        | 89                 | modifier les données · modifier les données |
| Fontenay-le-Pesnel                  | 14278      | CC Seulles Terre et Mer | 10,07            | 1 237 (2022)                      | 123                | modifier les données · modifier les données |
| Le Fresne-Camilly                   | 14288      | CU Caen la Mer          | 7,06             | 951 (2022)                        | 135                | modifier les données · modifier les données |
| Juvigny-sur-Seulles                 | 14348      | CC Seulles Terre et Mer | 3,53             | 83 (2022)                         | 24                 | modifier les données · modifier les données |
| Loucelles                           | 14380      | CC Seulles Terre et Mer | 3,07             | 204 (2022)                        | 66                 | modifier les données · modifier les données |
| Moulins-en-Bessin                   | 14406      | CC Seulles Terre et Mer | 17,30            | 1 124 (2022)                      | 65                 | modifier les données · modifier les données |
| Ponts sur Seulles                   | 14355      | CC Seulles Terre et Mer | 12,86            | 1 211 (2022)                      | 94                 | modifier les données · modifier les données |
| Reviers                             | 14535      | CC Cœur de Nacre        | 4,38             | 601 (2022)                        | 137                | modifier les données · modifier les données |
| Rosel                               | 14542      | CU Caen la Mer          | 3,90             | 643 (2022)                        | 165                | modifier les données · modifier les données |
| Rots                                | 14543      | CU Caen la Mer          | 23,40            | 2 541 (2022)                      | 109                | modifier les données · modifier les données |
| Saint-Manvieu-Norrey                | 14610      | CU Caen la Mer          | 8,28             | 2 141 (2022)                      | 259                | modifier les données · modifier les données |
| Saint-Vaast-sur-Seulles             | 14661      | CC Seulles Terre et Mer | 4,25             | 159 (2022)                        | 37                 | modifier les données · modifier les données |
| Tessel                              | 14684      | CC Seulles Terre et Mer | 5,54             | 248 (2022)                        | 45                 | modifier les données · modifier les données |
| Thaon                               | 14685      | CU Caen la Mer          | 8,30             | 1 851 (2022)                      | 223                | modifier les données · modifier les données |
| Tilly-sur-Seulles                   | 14692      | CC Seulles Terre et Mer | 8,98             | 1 813 (2022)                      | 202                | modifier les données · modifier les données |
| Vendes                              | 14734      | CC Seulles Terre et Mer | 3,47             | 335 (2022)                        | 97                 | modifier les données · modifier les données |
| Canton de Thue et Mue               | 1403       |                         | 229,41           | 29 047 (2022)                     | 127                | modifier les données                        |

## Démographie
En 2022, le canton comptait 29 047 habitants, en évolution de +6,84 % par rapport à 2016 (Calvados : +1,58 %, France hors Mayotte : +2,11 %).
| 2013   | 2018   | 2022   |
| ------ | ------ | ------ |
| 26 181 | 27 917 | 29 047 |